# Lundkornlöpare
Lundkornlöpare (Amara gebleri) är en skalbaggsart som beskrevs av Pierre François Marie Auguste Dejean 1831. Lundkornlöpare ingår i släktet Amara, och familjen jordlöpare. Arten är reproducerande i Sverige.